# Бесконечная война (роман Пратчетта и Бакстера)
Бесконечная война (англ. The Long War) — фантастический роман английских писателей Терри Пратчетта и Стивен Бакстера, вторая книга из цикла «Бесконечная земля». На русском языке роман издан 1 декабря 2014 года издательством «Эксмо» в переводе В. Сергеева, также существуют неофициальные переводы под названием «Долгая Война».

## Сюжет
Действие романа разворачивается спустя 10 лет после окончания событий, описанных в романе «Бесконечная земля». Человечество расселилось по новым мирам. При помощи троллей люди продолжают осваивать параллельные миры, при этом корпорацией Блэка разработаны транспортные средства, способные совершать переходы. В связи с распространяющейся эксплуатацией троллей, последние начинают массово уходить из известных миров.
В одном из миров, находящимся более чем в миллионе «шагов» от Базовой Земли, зарождается «Новая Америка» или Валгалла. Благодаря удачной окружающей среде общество жителей Валгаллы в точности повторяет основы поведения колониальной Америки. Население нового мира разрастается и объявляет о своей независимость от Соединённых Штатов. Джошуа Вальенте — главное действующее лицо первого романа, вновь призван Лобсангом, чтобы разобраться с появившимися проблемами, которые угрожают втянуть миры в войну.

## Цикл «Бесконечная земля»
Помимо романа «Бесконечная война», в цикл входят романы «Бесконечная земля» (англ. The Long Earth), «Бесконечный Марс» (англ. he Long Mars), рабочим названием которого изначально было «The Long Childhood», «The Long Utopia» и «The Long Cosmos».